# 2013年美國聯盟外卡資格決勝加賽
2013年美國聯盟外卡資格決勝加賽是2013年美國職棒大聯盟正規賽季的決勝加賽，德州遊騎兵隊及坦帕灣光芒隊兩隊將爭奪2013年美國聯盟外卡晉級賽的第二個參賽資格。這場比賽舉行於2013年9月30日的阿靈頓棒球場，最終光芒隊以5比2擊敗遊騎兵隊成功晉級外卡賽事，並在舉行外卡賽的進步球場以4比0擊敗克里夫蘭印地安人隊；而遊騎兵隊則是遭到淘汰外能晉級季後賽行列。
由於兩隊正規季賽的戰績都是91勝71敗，因此必須舉行這場加賽決定美聯的第二個外卡名額。遊騎兵隊在正規季賽中對戰光芒隊取得4勝3敗的優勢，從而使其獲得這場加賽的主場優勢。這場比賽的電視轉播是由TBS負責的。這場比賽是大聯盟史上第四次外卡資格決勝加賽，但這也是自2012年大聯盟採用現行外卡制度以來首次的資格加賽。而這場資格決勝加賽將被作為兩隊正規賽季的第163場比賽，比賽中的各項數據與內容也會算入正規賽季的統計當中。

## 背景
在大聯盟裡，未能以分區龍頭身分晉級季後賽的球隊中，兩聯盟各自戰績最佳的兩隊將分別進行外卡驟死賽。因此各隊除了在爭奪分區龍頭之外，同時也在爭搶外卡賽的兩個席次。遊騎兵隊在這季裡曾坐擁美國聯盟西區龍頭地位超過80天之久，甚至到9月4日時都還並列分區第一。而光芒隊在美國聯盟東區僅領先過幾天，8月24日後就沒再回到龍頭之位。另外，與兩隊同樣爭奪外卡的克里夫蘭印地安人隊，則是自7月2日後都未能登頂美國聯盟中區，但戰績持續緊咬底特律老虎隊，賽季結束時僅落後後者一場。
雖然堪薩斯皇家隊、巴爾的摩金鶯隊及紐約洋基隊也曾名列外卡的爭奪行列，但印地安人隊、遊騎兵隊及光芒隊最終守住了外卡爭奪賽的前三名。到了正規賽季的最後一天，三隊這天都有比賽，當時印地安人隊戰績91勝70敗，而遊騎兵隊和光芒隊都是90勝71敗，這三隊的戰績在美聯是除去各分區龍頭之外最佳的。因此，這三支球隊存在競爭兩個外卡名額路上戰績打平的可能，從而導致必須進行多場決勝加賽以決資格。然而最終三隊都取勝，使得印地安人隊最終以92勝70敗取得外卡賽資格，而光芒隊和遊騎兵隊都是91勝71敗必須進行加賽以決定誰取得第二張門票。
印地安人隊在賽季末時氣勢相當旺，最後十場比賽都取勝強勢晉級外卡賽。光芒隊9月的成績則是16勝12敗，最後十場贏了八場。遊騎兵隊9月僅取得12勝15敗，雖然最後十場也贏了八場。決勝加賽的主場優勢給了遊騎兵隊，因為他們季賽對戰光芒隊取得四勝三敗。

## 比賽概要

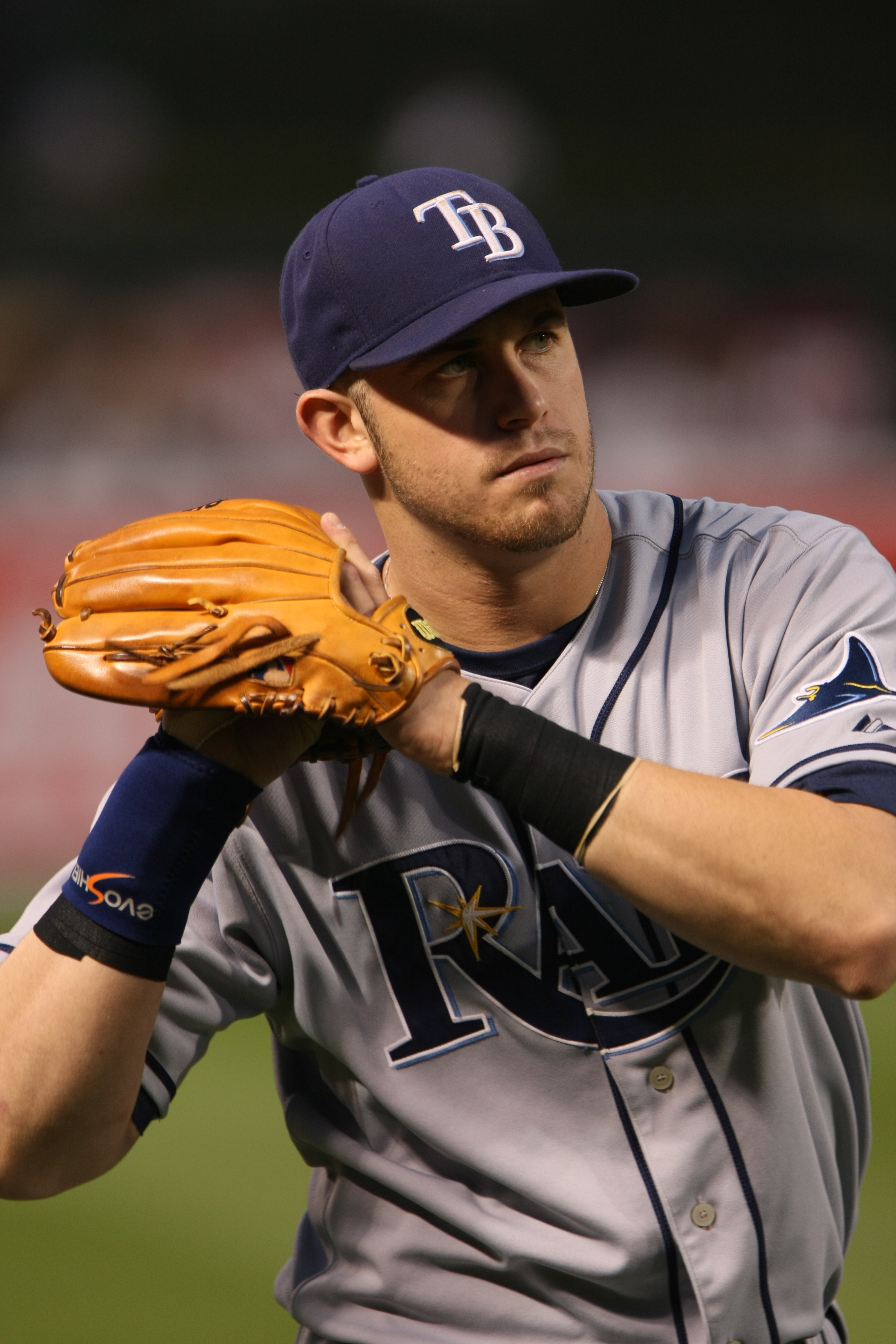
埃文·朗歌利亞在第三局轟了一支兩分打點全壘打，圖攝於2008年

| 坦帕灣光芒隊 | 1 | 0 | 2 | 0 | 0 | 1 | 0 | 0 | 1 | 5 | 7 | 0 |
| 德州遊騎兵隊 | 0 | 0 | 1 | 0 | 0 | 1 | 0 | 0 | 0 | 2 | 7 | 1 |
| 勝投： 大衛·普萊斯（10勝8敗） 敗投： 馬丁·佩雷斯（10勝6敗） 全壘打： 光芒隊：埃文·朗歌利亞 32（3局上，2分） 遊騎兵隊：無 觀眾人數： 42,796人 比賽總記錄 |   |   |   |   |   |   |   |   |   |   |   |   |

光芒隊首位打者戴斯蒙·詹寧斯第一局上場就敲出安打，但在試圖跑向二壘時被觸殺出局。之後威爾·邁爾斯獲得保送，再靠著班·佐布里斯特及埃文·朗歌利亞各一支一壘安打上到三壘，最後戴爾蒙·楊打出高飛犧牲打送回一分。光芒隊先發投手大衛·普萊斯一局下先三振掉伊恩·金斯勒，接著雖保送埃爾維斯·安德魯斯，但隨後成功將其牽制出局，並解決下一名打者亞力士·利歐斯完成變相三上三下。雙方比數維持1比0來到三局上半，詹寧斯獲得保送後，朗歌利亞擊出全壘打帶領光芒隊取得3比0領先。遊騎兵隊在三局下半發動反擊，克雷格·簡特里敲出一壘安打後，靠著里昂尼斯·馬丁的滾地球上到二壘，之後金斯勒右外野的一壘安打將其送回本壘。光芒隊在第六局攻勢再起，朗歌利亞先擊出二壘安打，楊的滾地球助其上到三壘。下一棒輪到大衛·德耶蘇斯，成功擊出右外野方向的二壘安打，朗歌利亞回來得分，光芒隊4比1領先。一出局，遊騎兵隊中繼投手艾力克西·歐岡多登板投球，成功拿下該局最後兩個出局數。
六局下半，安德魯斯打出一壘安打後成功盜上二壘，隨後利歐斯的二壘安打一棒送回得分，比數追成2比4。七局上半出現小爭議，兩出局後光芒隊的朗歌利亞和邁爾斯分佔一、二壘，此時的打者楊擊出中外野的平飛球，重播顯示球彈入遊騎兵隊中外野手里昂尼斯·馬丁的手套前曾經落地，因此這應當算做一支安打。然而裁判認定這是出局，意味著光芒對這局未能有所進帳，所幸這次爭議最終並未影響比賽結局。九局上半，光芒隊的山姆·富爾德盜三壘時，遊騎兵隊中繼投手坦納·謝珀斯發生傳球失誤，讓前者回來得分，比數5比2。普萊斯九局下依然登板投球，並連續拿下三個出局數，成功完投。

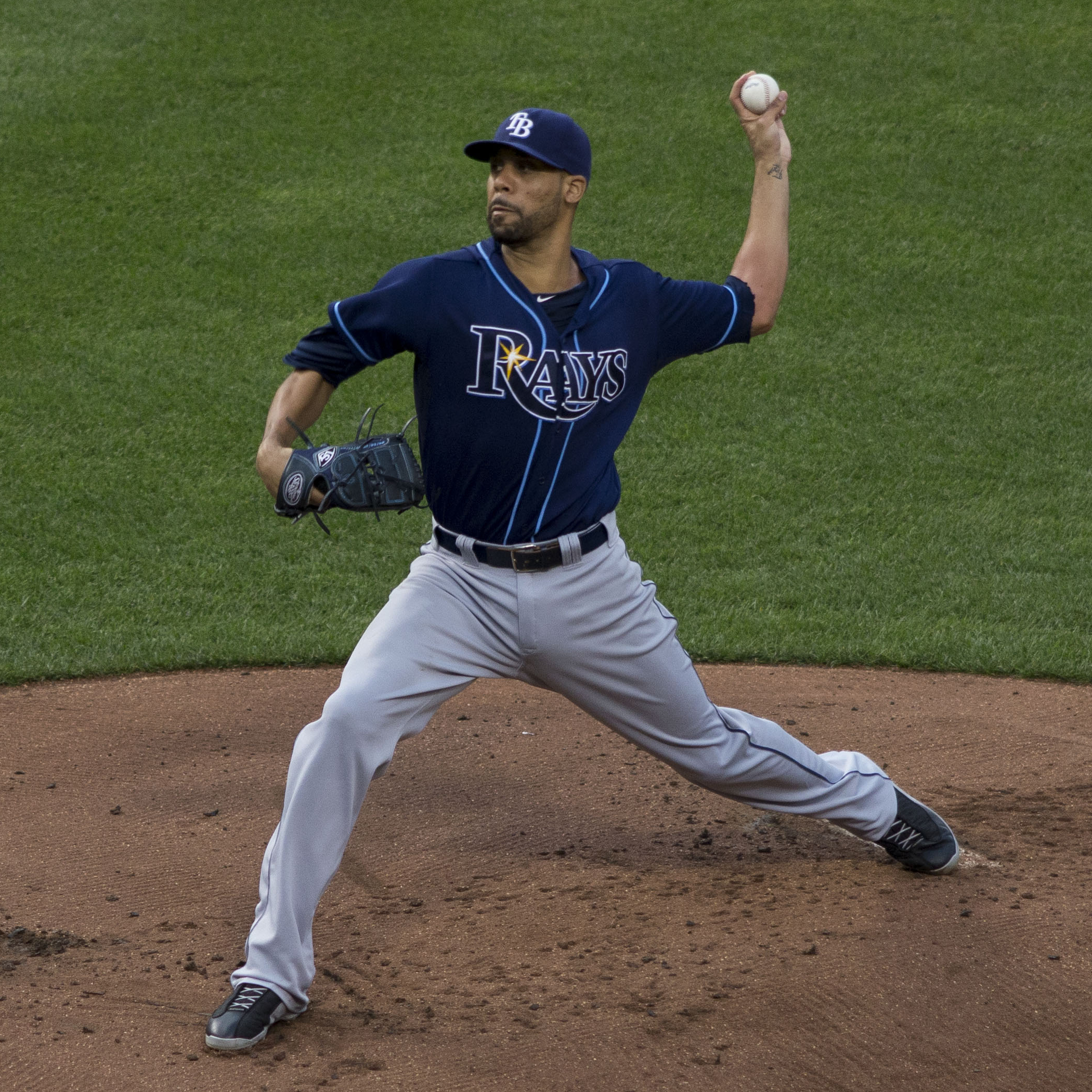
大衛·普萊斯本場比賽完投勝，是自1999年以來首位在決勝加賽完投的投手

## 後續
光芒隊這場勝利帶領他們隊史第四度打入季後賽，晉級美聯外卡賽與克里夫蘭印地安人隊進行交戰，成功取勝。但隨後在美聯分區賽中以一勝三敗的戰績輸給當年度的世界冠軍波士頓紅襪隊。
這場比賽的紀錄也算入正規賽季的棒球統計中，舉例來說，埃文·朗歌利亞三局上半的那支全壘打打破斯坦·穆休所創下的賽季最後一場比賽所打出之全壘打的紀錄，將紀錄推進到7支。他單場四個打數三支安打，其中有一支二壘安打、一支全壘打及兩分打點。這讓他在2009年至2013年間，在賽季最後一場比賽的成績是19個打數11支安打，含七支全壘打及十分打點 。

## 註腳
1. ↑  如果印地安人隊輸球而光芒和遊騎兵隊都贏球就會導致這個可能